# ویاچسلاو سویدرسکایی
ویاچسلاو سویدرسکایی (اوکراینی: В'ячеслав Михайлович Свіде́рський؛ زادهٔ ۱ ژانویهٔ ۱۹۷۹) یک بازیکن فوتبال اهل اوکراین است.
وی همچنین در تیم ملی فوتبال اوکراین بازی کرده‌است.